# Shane MacGowan and the Popes
I Shane MacGowan and the Popes (poi semplicemente The Popes) sono una band irlandese nata intorno alla figura di Shane MacGowan, ex leader dei Pogues. Suonano rock e folk tradizionale irlandese, miscelati con attitudine punk.

## Storia del gruppo
Nel novembre del 1991 Shane MacGowan esce dai Pogues, storico gruppo da lui stesso fondato nel 1982. Dopo un paio di anni in cui si dedica a vari progetti e collaborazioni fonda i Popes. Si possono individuare due fasi nella storia del gruppo: la prima è quella in cui è molto forte la presenza di MacGowan, voce e leader della band, che con la denominazione Shane MacGowan and the Popes pubblica due album più un live e una raccolta. La seconda è quella che vede la progressiva uscita di MacGowan dal gruppo, che con la denominazione The Popes pubblica un album e un live.

### Shane MacGowan and the Popes
Con questa denominazione il gruppo viene fondato nel 1993 e pubblica il suo primo album, The Snake, che esce il 17 ottobre 1994. Una seconda versione dell'album, con l'aggiunta di alcune canzoni (fra cui Haunted, un duetto in collaborazione con la cantante irlandese Sinead O'Connor), vede la luce nel giugno 1995. L'album fonde perfettamente rock, l'attitudine punk che aveva caratterizzato gli album dei Pogues, e la musica tradizionale irlandese. Alcune canzoni sono proprio rivisitazioni di canzoni di protesta irlandesi del IX secolo, (The Rising of the Moon, Roddy Mc Corley), altre invece pescano nel patrimonio della musica tradizionale soprattutto dal punto di vista musicale (The Song With No Name). Alcune canzoni sono ereditate dai Pogues: o scartate dalla scaletta di Hell's Ditch, l'ultimo album dei Pogues prima dell'uscita di MacGowan (Aisling), o realizzate dal vivo nell'ultimo tour che li ha visti insieme prima della separazione (Donegal Express). La copertina del primo singolo tratto dall'album (The Church of the Holy Spook), in edizione limitata, che vede MacGowan crocefisso, creò qualche problema alla band al momento dell'uscita. Il secondo singolo (That Woman's Got Me Drinking) vede la partecipazione alla chitarra della celebre star del cinema Johnny Depp, amico di MacGowan. Al disco collaborano due membri dei Pogues, Spider Stacy (flauto) e Jem Finer (banjo).
Il secondo album di studio con la denominazione Shane MacGowan and the Popes s'intitola The Crock of Gold, ed esce sul mercato il 27 ottobre 1997. Il titolo e l'ispirazione di questo album, sono tratti da un racconto, tradotto in italiano con il titolo La Pentola dell'Oro, dello scrittore irlandese James Stephens. 
Non è l'unico riferimento letterario dell'album, il titolo di una delle canzoni (More Pricks Than Kicks) è tratto da una raccolta di racconti di Samuel Beckett. L'album procede sulla stessa linea del lavoro precedente: Shane MacGowan canta e scrive tutti i testi, spesso riarrangiando in chiave rock e punk musiche appartenenti alla tradizione folk irlandese. Nelle intenzioni di MacGowan l'album vuole essere una sorta di manifesto della musica irlandese, presentata qui in tutte le sue declinazioni. Molte delle canzoni contengono riferimenti a personaggi protagonisti della resistenza nei confronti dell'Inghilterra, dal XVII secolo (Come to the Bower) all'Irish Republican Army (Paddy Public Enemy #1). 
Nel gennaio 2002 esce la raccolta The Rare Oul' Stuff. Non si tratta di materiale raro, come il titolo dell'album lascerebbe intendere: gran parte delle tracce provengono da The Snake e The Crock of Gold, con l'aggiunta di qualche b-side.
Nel febbraio 2002 vede la luce (con la denominazione Shane MacGowan's Popes) il live Across the Broad Atlantic. L'album viene registrato nel corso di due concerti, uno tenuto alla Webster Hall di New York il giorno di San Patrizio del 2001, e uno all'Olympia Theatre, a Dublino. Rappresenta un'uscita importante perché è uno dei pochi album live ufficiali in cui è possibile ascoltare MacGowan cantare dal vivo (se si esclude il semi ufficiale Streams of Whiskey, con i Pogues resta solo il live alla Brixton Academy allegato alla raccolta The Ultimate Collection e il disco live The Pogues in Paris: 30th Anniversary concert at the Olympia registrato tra l'11 e il 12 novembre 2012 a Parigi per festeggiare i 30 anni della band.). La line-up di Across the Broad Atlantic, con l'esclusione di Mick O'Connell che qui suona la fisarmonica, è la stessa che nel 2000 ha realizzato il primo disco da studio della band senza MacGowan.

### The Popes
In questa seconda fase Shane MacGowan lascia spazio alla band, pur continuando a collaborare con essa. Il primo disco con la denominazione The Popes esce nel marzo del 2000 e si intitola Holloway Boulevard. Holloway Road è il nome della strada che attraversa il quartiere degli immigrati irlandesi a Londra. Paul McGuinness è ora la voce della band, subentra a MacGowan che si limita a cantare in una sola canzone (Chino's Place), di cui è anche autore del testo e produttore. L'ex leader dei Pogues collabora inoltre alla stesura di altri due testi (Pump Action Paddy, Jukebox). L'album si mantiene su atmosfere molto simili a quelle dei due che l'hanno preceduto, sia dal punto di vista delle sonorità, un energico misto di rock e musica irlandese, che da quello dei contenuti. Holloway Boulevard verrà incluso anche nella seconda uscita discografica del gruppo: Release The Beast esce nell'agosto del 2004 e comprende, oltre all'album d'esordio dei Popes senza MacGowan, anche un live registrato durante un concerto a Londra. 
Nel 2009 esce Outlaw Heaven, il primo album di inediti dopo nove anni. Per festeggiare l'avvenimento i Popes hanno annunciato che nel 2010 intraprenderanno un tour europeo che porterà a tre date italiane. Nel 2012 esce New Church con quattordici tracce inedite. Il 21 novembre 2013 il chitarrista Paul "Mad Dog" MacGuinness viene investito da un Taxi procurandosi gravi fratture alle gambe e un trauma cranico. A seguito del trauma riporta danni al cervello che lo costringono ad una lunga fisioterapia. Il 6 luglio 2014 gli Shane MacGowan & Friends si esibiscono a Londra per un concerto di beneficenza in favore di McGuinness che continua a migliorare grazie alle cure. A partire dal 2016 McGuiness ricomincia a suonare in alcuni piccoli locali come solista.

## Formazione
La formazione di The Snake (1994), primo disco dei Popes con MacGowan alla voce è composta da:
- Paul "Mad Dog" MacGuinness (chitarra)
- Berni "The Undertaker" France (basso)
- Danny "Pope" Heatley (batteria)
- Tom McAnimal (banjo tenore)
- Kieran "Mo" O'Hagan (chitarra)
- Colm O'Maonlai (flauto)

La formazione di Holloway Boulevard (2000), primo disco dei Popes senza MacGowan è composta da:
- Paul "Mad Dog" MacGuinness (voce, chitarra)
- Bob "Lucky" Dowling (basso)
- Tom "The Beast" McManamon (banjo. mandolino)
- Andy "Reg" Ireland (batteria)

Note:
Come da tradizione in molti gruppi tradizionali irlandesi molti musicisti si alternano, entrando e uscendo dalla band. Hanno fatto parte dei Popes anche:
- Paul Conlon (flauto) - sostituisce Colm O'Maonlai dal 1994 (dopo le registrazioni di The Snake) al 1995
- John Myers (flauto, violino) - dal 1994 (dopo le registrazioni di The Snake) al 1996
- Kieran Kiely (fisarmonica, flauto) - dal 1995 al 1996
- Mick O'Connell (fisarmonica)

Bob Dowling sostituisce Berni France al basso nel 1996
Tom "The Beast" McManamon muore nel dicembre 2006, e viene sepolto con il suo banjo fra le mani. Viene sostituito nella band da Brian Kelly.

## Discografia

### Album in studio
- 1994 - The Snake
- 1997 - The Crock of Gold
- 2000 - Holloway Boulevard
- 2009 - Outlaw Heaven
- 2012 - New Church

### EP
- 1996 - Christmas Party E. P. '96

### Live
- 2002 - Across the Broad Atlantic - Live on Paddy's Day
- 2004 - Release the Beast

### Raccolte
- 2002 - The Rare Oul' Stuff

### Singoli
- 1994 - The Church of the Holy Spook
- 1994 - That Woman's Got Me Drinking
- 1994 - The Song with No Name
- 1997 - Lonesome Highway
- 1998 - Rock 'n' Roll Paddy

The Popes
- 2000 - Holloway Boulevard
- 2003 - Are You Looking At Me?